# 董偃
董偃（?—?），西汉政治人物。
董偃小时候和母亲以贩卖珠宝为事。汉武帝姑姑馆陶公主刘嫖号称窦太主，嫁给堂邑侯陈午。陈午死後，公主寡居，当时年龄五十余岁。十三岁的董偃年少，面容姣好，随母亲至公主家买卖，公主见到他喜欢他，留在府中，成为近幸，号称“董君”。教他书计相马御射，颇读传记。十八岁行冠礼，后经好友爰叔筹画，汉武帝刘彻在馆陶公主家摆设酒宴，看到姑妈的情夫董偃。刘彻很尊敬他，特别准许他穿上官服。不叫他的名字，只叫他“主人翁”，命他陪酒。董偃受到的恩宠，天下皆知。所以各封王连驸马都争相追附。经常陪同刘彻驰逐狗马，游戏宴饮，於是贵幸无比。后因东方朔向武帝切谏，董偃宠衰，三十岁时病卒。公主贵戚多逾礼制自董偃开始。董偃铜印，现藏辽宁省博物馆。边长1、厚0.6厘米，重2.1克。青铜铸造，方形，桥钮，阴文篆书“董偃”二字。